# Schlacht von San Domingo
Kap Finisterre – Wertingen – Günzburg – Haslach-Jungingen – Elchingen – Ulm – Trafalgar – Caldiero – Mehrbach – Lambach – Bodenbühl – Steyr – Amstetten – Mariazell – St. Pölten – Kap Ortegal – Dürnstein – Schöngrabern – Wischau (Vyškov) – Austerlitz – San Domingo
Die Schlacht von San Domingo war eine Seeschlacht der Koalitionskriege, die am 6. Februar 1806 zwischen Schwadronen französischer und britischer Linienschiffe vor der Südküste des von Frankreich besetzten spanischen Generalkapitanats Santo Domingo in der Karibik ausgetragen wurde.

## Hintergrund
Ende 1805 hob der Erste Lord der Admiralität Lord Barham die Blockade der französischen Atlantikhäfen durch die Royal Navy nach der Schlacht von Trafalgar auf, bei dem die französische Marine 14 Linienschiffe verloren hatte. Barham war der Ansicht, dass die Franzosen nach diesen schweren Verlusten nicht in der Lage und nicht willens sein würden, vor dem Winter eine größere Offensive im Atlantik zu starten. Er hatte jedoch die Stärke der Flotte in Brest, dem wichtigsten französischen Atlantikhafen, falsch eingeschätzt. Die Flotte von Brest war im Feldzug von 1805 nicht eingesetzt worden und war daher intakt.
Kaiser Napoleon nutzte die Rücknahme der britischen Blockade, um zwei Geschwader in See stechen zu lassen, die die britischen Handelsrouten über den Atlantik überfallen sollten. Diese Streitkräfte sollten Großbritannien so viel wirtschaftlichen Schaden wie möglich zufügen, ohne ein entsprechendes britisches Flottengeschwader anzugreifen und eine Niederlage oder Gefangennahme zu riskieren.
Die Fahrt sollte bis zu 14 Monate dauern und durch erbeutete Lebensmittel von britischen Handelsschiffen unterstützt werden. Am 13. Dezember 1805 segelten die Geschwader unbehelligt aus und trennten sich zwei Tage später, um britische Handelskonvois zu verfolgen, wobei ein Geschwader unter Konteradmiral Jean-Baptiste Willaumez in den Südatlantik und das andere unter Vizeadmiral Corentin-Urbain Leissègues in die Karibik segelte.
Die Admiralität in London erfuhr erst am 24. Dezember, dass die Franzosen ausgelaufen waren, so dass die beiden Geschwader unter Konteradmiral Sir Richard Strachan und Konteradmiral Sir John Borlase Warren, die man zu ihrer Verfolgung aufgestellt hatte, erst im Januar 1806 in See stachen, als die Franzosen bereits im Atlantik verschwunden waren.
Es gab jedoch ein britisches Geschwader, das den Kontakt zu den Franzosen aufrechterhielt: Seit Oktober 1805 hatte die Admiralität ein Geschwader unter Vizeadmiral Sir John Thomas Duckworth vor Cádiz stationiert, um die Reste der französisch-spanischen Flotte zu beobachten. Im November 1805 erreichte Duckworth die Meldung, dass ein französisches Geschwader vor den Savage-Inseln zwischen Madeira und den Kanarischen Inseln gegen britische Geleitzüge operierte. Dieses Geschwader, das Konteradmiral Zacharie Allemand unterstand, hatte Frankreich im Juli 1805 verlassen.
Duckworth, der sofort lossegelte um nachzuforschen, ließ lediglich zwei Fregatten zurück, um die vor Anker liegende alliierte Flotte zu überwachen. Vorbei an den Savage-Inseln und den Kanarischen Inseln fuhr Duckworth bis zu den Kapverdischen Inseln, bevor er feststellte, dass die Franzosen ihm entkommen waren, und wieder nach Norden segelten. Am 23. Dezember kehrte Allemand schließlich ohne Zwischenfälle nach Frankreich zurück.

## Ausgangslage vor der Schlacht
Auf seiner Rückreise nach Cádiz traf Duckworth am 23. Dezember auf die HMS Arethusa unter Kapitän Charles Brisbane, die eine kleine Gruppe von Handelsschiffen eskortierte. Leissègues hatte den Konvoi von Brisbane am 15. Dezember im Golf von Biskaya abgefangen, verfolgt und auseinandergetrieben, wobei Brisbane nur die größten Handelsschiffe zurückbehielt, um die Flucht der kleineren Schiffe zu unterstützen. Nachdem er der Verfolgung durch Leissègues entkommen war, segelte Brisbane auf der Suche nach Unterstützung nach Cádiz und setzte seine Fahrt in Richtung Süden fort, nachdem er festgestellt hatte, dass Duckworth nicht an der ihm zugewiesenen Position war.
Duckworth setzte sofort einen Kurs, von dem er annahm, dass er Leissègues abfangen würde, drehte nach Nordwesten und entdeckte am 25. Dezember ein feindliches Geschwader etwa 200 Seemeilen (370 km) nordwestlich der Kanarischen Inseln. Die Verfolgung, dauerte über den ganzen Tag an und zog sich bis zum 26. Dezember hin, bevor klar wurde, dass es sich nicht um Allemand handelte. Tatsächlich hatte Duckworth das Geschwader von Willaumez entdeckt. Der französische Admiral befahl seinen Schiffen jedoch, vor Duckworth zu fliehen, anstatt sich dem Kampf zu stellen. Um 13:00 Uhr am 26. Dezember schien es sicher, dass das britische Flaggschiff HMS Superb das hinterste französische Schiff überholen würde, als Duckworth die Verfolgung plötzlich abbrach. Später gab er an, dass er befürchtete, dass die führenden Schiffe seines Geschwaders von dem konzentrierten französischen Geschwader überwältigt werden würden, bevor die Nachzügler, von denen einige mehr als 45 Seemeilen (83 km) hinter der Superb lagen, in den Kampf eingreifen konnten.
Als Willaumez in den Südatlantik entkam, befahl Duckworth seinem Geschwader, nach Barbados zu segeln, um sich vor der langen Reise zurück nach Cádiz mit Nachschub zu versorgen. Als er am 12. Januar 1806 ankam, beorderte er die Fregatte HMS Acasta nach St. Kitts, um die erforderlichen Wasservorräte zu besorgen, und verlegte das Geschwader am 19. Januar an einen Ankerplatz vor Basseterre. Dort stießen zwei Schiffe des Geschwaders der Leeward-Inseln, die HMS Northumberland und die HMS Atlas, zu ihm. Die Northumberland war das Flaggschiff von Konteradmiral Alexander Cochrane, dem Kommandanten der Station. Mit der Ankunft von Cochrane erhöhte sich die Zahl der Admirale im Geschwader auf drei, da Duckworths zweiter Befehlshaber Konteradmiral Thomas Louis auf der HMS Canopus war. Leissègues war ebenfalls auf dem Weg in die Karibik, nachdem Winterstürme vor den Azoren ihn aufgehalten, Alexandre und Brave getrennt und Jupiter und Diomède beschädigt hatten.
Bei seiner Ankunft in der von den Franzosen gehaltenen Stadt Santo Domingo auf der Insel Hispaniola am 20. Januar schiffte Leissègues über 1.000 Soldaten als Verstärkung für die Garnison aus und führte eilige Reparaturen durch, während er auf die Ankunft seiner fehlenden Schiffe wartete, die am 29. Januar eintrafen. Während seiner Zeit im Hafen ging Leissègues an Land und gab die Anweisung, die Schiffe nach ihrer Atlantikreise neu zu beladen, ein schwieriger und zeitaufwändiger Prozess.
Am 1. Februar traf die kleine Schaluppe HMS Kingfisher in Basseterre ein und teilte mit, dass drei französische Linienschiffe vor Santo Domingo gesichtet worden seien. Duckworth gab den Befehl, dass die Flotte sofort auslaufen sollte. Am 3. Februar stieß die Brigg HMS Epervier in St. Thomas zu ihm und am 5. Februar die Fregatte HMS Magicienne unter Kapitän Adam Mackenzie in der Nähe der Mona-Passage.
Mackenzie wurde von einem dänischen Schoner begleitet, der einige Tage zuvor aus Santo Domingo ausgelaufen war und dessen Besatzung in der Lage war, genaue Angaben über die Zusammensetzung des französischen Geschwaders zu machen. Vor dem Auslaufen des Schoners hatten mehrere französische Offiziere auf das Risiko hingewiesen, das mit dem Auslaufen des Schiffes verbunden war, aber der Admiral hatte ihre Forderung, das dänische Schiff zu verbrennen, abgelehnt. Duckworth war nun zuversichtlich, dass er Leissègues zahlen- und waffenmäßig überlegen war. In der Nacht zum 5. Februar näherte sich das britische Geschwader langsam Santo Domingo, Acasta und Magicienne.

## Die Schlacht

### Duckworths Angriff

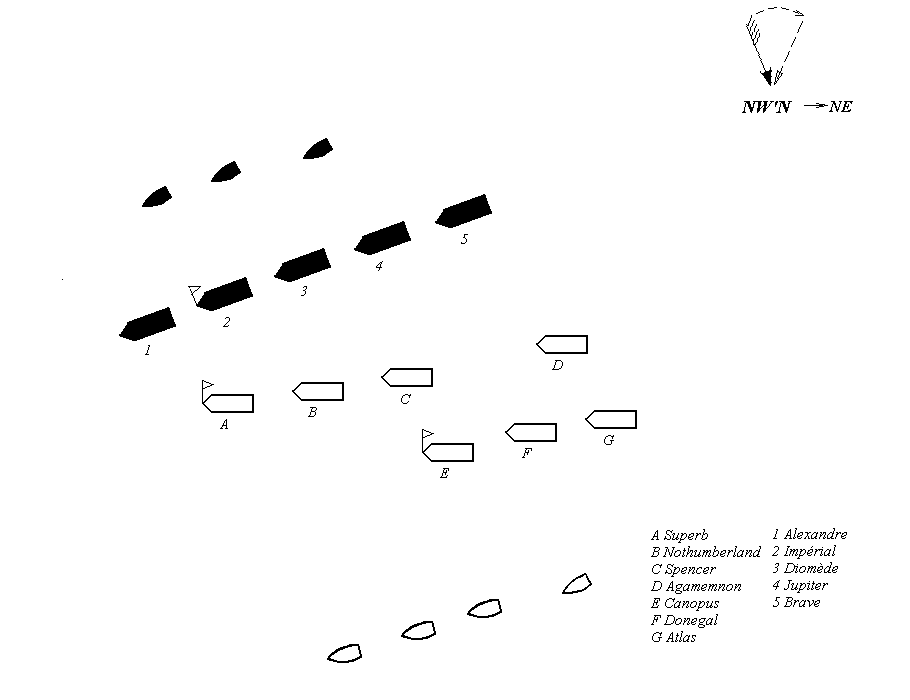
Positionen gegen 10 Uhr weiß Duckworth schwarz Leissègues

Um 06:00 Uhr am 6. Februar sichteten Duckworths Späher die Franzosen und beobachteten zwei Fregatten, fünf Linienschiffe und ein großes Handelsschiff, die in einer Reihe vor der Bucht von Santo Domingo ankerten.Leissègues hatte Berichten zufolge dem Geschwader den Befehl erteilt, nach Jamaika zu segeln, obwohl mehrere französische Schiffe noch nicht seetüchtig waren und zwei Fregatten bereits in See gestochen waren, als die Briten eintrafen.
Leissègues befand sich nicht an Bord der Impérial; er und einige seiner Offiziere waren noch mit ihren Geschäften in der Stadt beschäftigt und waren daher gezwungen, sich dem Geschwader in kleinen Booten anzuschließen, was das Geschwader verzögerte. Mehrere Offiziere, darunter möglicherweise auch Leissègues, erreichten ihre Schiffe erst nach Beginn des Gefechts.
Duckworth erkannte, dass sich sein Feind in einer verwundbaren Position befand, und setzte alle Segel, um zu den Franzosen aufzuschließen. Auch Leissègues erkannte die Gefahr, in der sich seine Schiffe befanden, und befahl ihnen, den Anker zu lichten und dann westwärts an der Küste entlang in Richtung Nizao zu segeln. Die Franzosen bilden in enger Formation eine Kampflinie mit Kapitän Pierre-Elie Garreau auf der Alexandre an der Spitze, gefolgt von Impérial, Diomède, Jupiter und Brave. Die Fregatten und die Korvette nahmen eine Position zwischen der Kampflinie und dem Ufer ein. Duckworth befürchtete, dass sich im Westen weitere französische Truppen befinden könnten. Daher winkelte er seine Angriffslinie so an, dass sie quer zur Front der französischen Linie verlief, und gab seinem Geschwader das Signal, das Feuer auf die drei vorderen Schiffe zu richten: Alexandre, Impérial und Diomède.
Um 08:00 Uhr teilten sich Duckworths Schiffe in zwei Abteilungen, eine westliche Linie in Luv unter Duckworth mit Superb, Northumberland, HMS Spencer und HMS Agamemnon und eine östliche Linie unter Louis mit Canopus, HMS Donegal und Atlas. Die britischen Fregatten befanden sich in Formation westlich der britischen Linien und warteten auf Befehle, um bei Bedarf zu helfen.
Im Laufe der nächsten zwei Stunden schlossen die Briten langsam zu dem französischen Geschwader auf, wobei die britischen Abteilungen auseinanderbrachen, als die schnelleren Schiffe die langsameren überholten. Louis’ Geschwader fiel hinter das von Duckworth zurück, während die Agamemnon hinter die anderen drei Schiffe ihrer Division zurückfiel, die ansonsten in einer engen Formation blieben.
Eine leichte Winddrehung ermöglichte es Leissègues, seine Richtung auf Südwest zu ändern, aber die Nähe des Landes schränkte die französischen Bewegungen ein, und um 10:10 Uhr konnte Superb das Feuer auf Alexandre eröffnen.
Während das britische Flaggschiff mit dem führenden französischen Schiff kämpfte, eröffnete Northumberland das Feuer auf das nächste Schiff in der Reihe, Leissègues’ Flaggschiff Impérial. Das französische Schiff hatte 120 Kanonen, Northumberland dagegen nur 74, aber Cochrane attackierte aus nächster Distanz und wurde schnell von der Spencer unterstützt, die gleichzeitig das Feuer auf Impérial und Diomède eröffnete. 15 Minuten lang schlossen die Briten weiter auf, wobei beide Geschwader mit dem Wind nach Westen entlang der Küste segelten. Um 10:25 Uhr schwenkte die beschädigte Alexandre plötzlich aus der Linie und versuchte, zwischen parallel zwischen Spencer und Northumberland zu stellen. Kapitän Robert Stopford auf der Spencer reagierte schnell, wendete quer vor dem Bug der Alexandre und bestrich sie mit einer Breitseite, bevor er auf die gegenüberliegende Seite der Alexandre zog und das Feuer aus nächster Nähe eröffnete.
In dem Rauch und der Verwirrung bemerkten weder Superb noch Northumberland die Bewegung von der Spencer; so beide mehrere Schüsse auf das Schiff abgaben, bevor sie ihren Fehler bemerkten. Mit der Spencer und der Alexandre außer Gefecht, konnte die Impérial die beiden führenden britischen Schiffe angreifen. Cochrane versuchte, das Flaggschiff zu verteidigen, indem er die Northumberland zwischen die Impérial und die Superb brachte, wobei sie schweren Schaden erlitt, Duckworths Schiff aber unversehrt blieb. Das Feuer der Impérial war so heftig, dass mehrere Schüsse direkt durch die Northumberland in die Superb einschlugen.

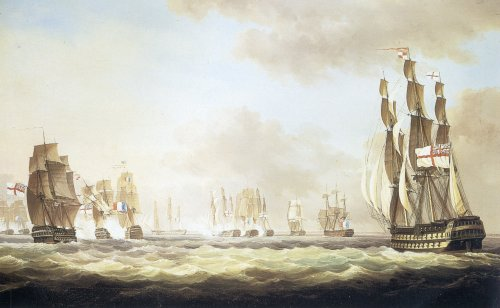
Die Schlacht von San Domingo, 6. Februar 1806, die H.M.S. Canopus, schließt sich der Schlacht an.

### Zerstörung der französischen Nachhut
Während das Gefecht an der Spitze der Linie tobte, bemühten sich die übrigen Schiffe beider Geschwader, in die Schlacht einzugreifen. Die britische östliche Division unter Louis erreichte die kämpfenden Alexandre und Spencer um 10:35 Uhr, wobei die beiden Schiffe südlich des Hauptgefechts miteinander in Kontakt kamen. Als sie diese passierten, nahmen die Canopus, die Donegal und die Atlas das französische Schiff unter Beschuss, brachten alle Masten zum Einsturz und ließen es in einem schwer beschädigten Zustand zurück. Die Canopus steuerte dann direkt auf die Impérial zu, während die Donegal und die Atlas nach Nordwesten abdrehten, um die Brave bzw. die Jupiter abzufangen.
Um 11:00 Uhr folgte die Spencer der Canopus, während die Besatzung der Alexandre damit beschäftigt war, ein Feuer zu löschen, das an Bord ausgebrochen war. Die Alexandre wurde so schwer beschädigt, dass sie weder entkommen noch das Gefecht fortsetzen konnte; zehn Minuten später kapitulierte sie offiziell. Kapitän Pulteney Malcolm auf der Donegal griff die Brave direkt an, feuerte seine Steuerbordgeschütze ab und kreuzte dann das Heck der Brave, wobei er ihr mit einer Breitseite schweren Schaden zufügte, bevor er wieder längsseits ging und aus nächster Nähe angriff.
Schwer beschädigt kapitulierte die Brave. Malcolm befahl daraufhin Kapitän Richard Dunn auf der Acasta, das Schiff zu entern, während die Donegal vorrückte, um die Jupiter anzugreifen. Während die Donegal längsseits der Jupiter lag, brach Kapitän Samuel Pym auf der Atlas sein momentanes Gefecht mit dem französischen Schiff ab und steuerte auf das Geschehen um die zunehmend isolierte Impérial zu. Unter Ausnutzung der überlegenen Geschwindigkeit seines Schiffes zog Malcolm vor die Jupiter und rammte dann ihren Bug, wodurch die Schiffe miteinander verkeilt wurden, um ein Entkommen des französischen Schiffes zu verhindern. Kapitän Gaspard Laignel erkannte, dass weiterer Widerstand aussichtslos war, und kapitulierte sofort. Malcolm schickte daraufhin 100 Mann als Prisenbesatzung und befestigte ein Schleppseil an dem französischen Schiff, gerade als die zurückliegende Agamemnon die Schlacht erreichte.

### Leissègues treibt vor die Küste
Unter der dichten Rauchwolke, die die Positionen und die Identifizierung der Schiffe an der Spitze unklar machte, wurde das Manövrieren gefährlich: Gerade als die Atlas zwei Breitseiten auf die Impérial, feuerte und die Diomède aus dem Rauch auftauchte blockierte ihre Pinne. Dadurch konnte sie nach einer schweren Breitseite des französischen Schiffes eine Kollision mit der ebenfalls unmittelbar vor ihr auftauchenden Canopus nicht mehr verhindern und riss ihr den Bugspriet ab.
Mit wieder funktionierendem Ruder wandte sich die Atlas erneut dem Gefecht zu und nahm die Diomède aus nächster Nähe unter Beschuss, während das übrige britische Geschwader sein Feuer auf die in Bedrängnis geratene Impérial konzentrierte, mit Ausnahme der beschädigten Northumberland, die von der Schlachtlinie abdriftete. Mit gebrochenem Groß- und Besanmast und der Unmöglichkeit zu entkommen, wendete Leissègues sein Schiff um 11:30 Uhr in Richtung Küste, um dem Feuer der driftenden Northumberland zu entgehen und die Superb hinter sich zu lassen, da Duckworth nicht bereit war, sein Schiff in den seichten Untiefen der Küste zu riskieren. Die Canopus hielt den Druck aufrecht und verfolgte das französische Flaggschiff, bis um 11:40 Uhr klar war, dass die Impérial auf einem Korallenriff, weniger als eine Meile vom Strand entfernt, auf Grund gelaufen war. Die Diomède, die von der Atlas und der kürzlich zurückgekehrten Spencer angegriffen wurde, folgte der Impérial an die Küste. Als sie auf das Riff aufliefen, verloren beide französischen Schiffe ihre verbliebenen Masten und erlitten schwere Schäden an ihren Rümpfen.
Ihre Besatzungen versammelten sich daraufhin an Deck und bereiteten sich darauf vor, das Schiff zu verlassen, als das britische Geschwader sich aus dem Schussfeld der Küste zurückzog. Während des Gefechts hatten sich die französischen Fregatten und die Korvette zwischen die kämpfenden Geschwader und die Küste geschoben und waren in Richtung Westen entkommen. Die britischen Fregatten waren zu sehr mit dem Entern und Abschleppen der Prisen beschäftigt, um eine Verfolgung einzuleiten.

### Zerstörung der Imperial und der Diomedes
Als Duckworth sein Geschwader versammelte, brach der Großmast der Northumberland über dem Deck zusammen und verursachte schwere Schäden an den Beschlägen des Schiffes. Obwohl Cochranes Flaggschiff das am stärksten beschädigte Schiff des Geschwaders war, hatten alle in gewissem Maße gelitten: Die Männer der Superb zählten 60 Einschusslöcher, die Atlas war nicht mehr steuerbar und die Donegal hatte eine ihrer Stengen verloren. Die Verluste verteilten sich auch auf die gesamte Flotte, wobei die Northumberland und die Spencer am meisten und die Atlas am wenigsten zu leiden hatten, mit Ausnahme der kaum beteiligten Agamemnon. Die Gesamtverluste beliefen sich auf 74 Gefallene und 264 Verwundete, und obwohl mehrere Schiffe beschädigt wurden, war Duckworth rasch in Lage Reparaturen vorzunehmen, da seine Schiffe auf Position blieben, um die Lage an Land zu beobachten.
Die Impérial und die Diomède waren beide zwischen Nizao und Point Catalan auf Grund gelaufen, ihre Rümpfe lagen mit der Breitseite zum Strand, und ihr Boden war durch die vorgelagerten Riffe eingedrückt. Mit den verbliebenen Booten und mit Hilfe von Land wurden die Verwundeten und Überlebenden an den Strand gebracht. Diese Operationen dauerten ununterbrochen bis zum 8. Februar, als Duckworth Boote von der Acasta und der Magicienne zu den Wracks schickte. Die Boote kamen ungehindert an Bord, nahmen die verbliebenen französischen Besatzungsmitglieder gefangen und steckten beide Schiffe in Brand, um deren mögliche Verwendung durch die Franzosen zu verhindern, obwohl Leissègues bereits den Befehl gegeben hatte, sie zu verbrennen, sobald die letzten Männer evakuiert worden waren. Ihr Kapitän, Jean-Baptiste Henry, gehörte zu den 150 Gefangenen, die die Briten von der Diomède mitnahmen. Dagegen fanden die Briten nur noch sechs Männer an Bord der Impérial, darunter keine Offiziere. Die Verluste der Franzosen bei diesem Gefecht waren sehr hoch: Schätzungen zufolge wurden allein auf der Impérial über 500 Männer getötet oder verwundet, und über 1.000 weitere Opfer verteilten sich auf den Rest der Flotte.
Die Jupiter war bei dem Gefecht nicht schwer beschädigt worden, und die Brave war, obwohl sie am Rumpf angeschlagen war, in einem seetüchtigen Zustand. Beide Schiffe hatten sich früh im Gefecht ergeben, nachdem ihre Kapitäne bei den ersten Kämpfen getötet oder verwundet worden waren. Die Alexandre hingegen war ein zertrümmertes Wrack. Ihre britische Prisenbesatzung konnte nur knapp verhindern, dass die klaffenden Einschusslöcher in ihrem Rumpf sie zum Sinken brachten. Duckworth blieb noch einige Tage vor Santo Domingo vor Anker, bis sein gesamtes Geschwader und seine Prisen für die Reise nach Jamaika bereit waren, bevor er Kommandant Nathaniel Day Cochrane in der Kingfisher mit den offiziellen Depeschen nach Großbritannien sandte.
Admiral Cochrane trennte sich am Tag der Abreise von der Flotte, und die Northumberland und die Agamemnon segelten nach Barbados, für den Fall, dass weitere französische Streitkräfte auf den Leeward-Inseln auftauchen sollten, während die Hauptflotte auf Jamaika instand gesetzt wurde. Duckworth wurde in Jamaika mit „überschwänglichem Lob“ empfangen, und seine erbeuteten Schiffe wurden für die Rückreise nach Großbritannien umgerüstet, doch die Brave ging vor den Azoren unter und verlor dabei drei Männer, und die Alexandre war zu schwer beschädigt, um weiter eingesetzt zu werden, und wurde bei der Ankunft abgewrackt. Nur die Jupiter, die nach der jüngsten französischen Niederlage in der Schlacht von Maida in Italien in HMS Maida umbenannt wurde, konnte ihre Karriere in der Royal Navy fortsetzen. Die einzigen verbliebenen französischen Schiffe, die Fregatten Comète und Félicité sowie die Korvette Diligente, kehrten in den folgenden Monaten ohne Zwischenfälle nach Frankreich zurück.

### Schlachtordnung

#### Großbritannien
| Admiral John Thomas Duckworth’s Geschwader                  | Admiral John Thomas Duckworth’s Geschwader | Admiral John Thomas Duckworth’s Geschwader | Admiral John Thomas Duckworth’s Geschwader | Admiral John Thomas Duckworth’s Geschwader | Admiral John Thomas Duckworth’s Geschwader | Admiral John Thomas Duckworth’s Geschwader |
| Schiff                                                      | Kanonen                                    | Kommandant                                 | Verluste                                   | Verluste                                   | Verluste                                   | Anmerkungen                                |
| Schiff                                                      | Kanonen                                    | Kommandant                                 | getötet                                    | verwundet                                  | Insgesamt                                  | Anmerkungen                                |
| ----------------------------------------------------------- | ------------------------------------------ | ------------------------------------------ | ------------------------------------------ | ------------------------------------------ | ------------------------------------------ | ------------------------------------------ |
| HMS Superb                                                  | 74                                         | Richard Goodwin Keats                      | 06                                         | 056                                        | 62                                         | Flaggschiff                                |
| HMS Northumberland                                          | 74                                         | George Tobin                               | 021                                        | 079                                        | 100                                        |                                            |
| HMS Spencer                                                 | 74                                         | Robert Stopford                            | 018                                        | 050                                        | 068                                        |                                            |
| HMS Agamemnon                                               | 64                                         | Edward Berry                               | 01                                         | 013                                        | 014                                        |                                            |
| HMS Canopus                                                 | 80                                         | Francis William Austen                     | 08                                         | 022                                        | 030                                        |                                            |
| HMS Donegal                                                 | 74                                         | Pulteney Malcolm                           | 012                                        | 033                                        | 045                                        |                                            |
| HMS Alas                                                    | 74                                         | Samuel Pym                                 | 08                                         | 011                                        | 019                                        |                                            |
| Zugeordnete Schiffe                                         |                                            |                                            |                                            |                                            |                                            |                                            |
| HMS Acasta                                                  | 40                                         | Richard Dalling Dunn                       | 0                                          | 0                                          | 0                                          | Fregatte                                   |
| HMS Magicienne                                              | 36                                         | Adam Mackenzie                             | 0                                          | 0                                          | 0                                          | Fregatte                                   |
| HMS Kingfisher                                              | 16                                         | Nathaniel Day Cochrane                     | 0                                          | 0                                          | 0                                          | Slopp                                      |
| HMS Epervier                                                | 16                                         | James Higginson                            | 0                                          | 0                                          | 0                                          | Sloop                                      |
| Insgesamt: 74 Tote, 264 Verwundete, 338 Tote und Verwundete |                                            |                                            |                                            |                                            |                                            |                                            |

#### Frankreich
| Admiral Corentin-Urbain de Leissegues’s Geschwader | Admiral Corentin-Urbain de Leissegues’s Geschwader | Admiral Corentin-Urbain de Leissegues’s Geschwader | Admiral Corentin-Urbain de Leissegues’s Geschwader | Admiral Corentin-Urbain de Leissegues’s Geschwader | Admiral Corentin-Urbain de Leissegues’s Geschwader | Admiral Corentin-Urbain de Leissegues’s Geschwader                           |
| Schiff                                             | Kanonen                                            | Kommandant                                         | Verluste                                           | Verluste                                           | Verluste                                           | Anmerkungen                                                                  |
| Schiff                                             | Kanonen                                            | Kommandant                                         | getötet                                            | verwundet                                          | Insgesamt                                          | Anmerkungen                                                                  |
| -------------------------------------------------- | -------------------------------------------------- | -------------------------------------------------- | -------------------------------------------------- | -------------------------------------------------- | -------------------------------------------------- | ---------------------------------------------------------------------------- |
| Alexandre                                          | 80                                                 | Pierre-Elie Garreau                                |                                                    |                                                    |                                                    | gekapert, später für die Royal Navy als HMS Alexandre in Dienst (Pulverhulk) |
| Impérial                                           | 118                                                | Julien-Gabriel Bigot                               |                                                    |                                                    | ≈500                                               | Flaggschiff, auf Grund gelaufen und verbrannt                                |
| Diomède                                            | 74                                                 | Jean-Baptiste Henry                                |                                                    |                                                    |                                                    | auf Grund gelaufen und verbrannt                                             |
| Jupiter                                            | 74                                                 | Gaspard Laignel                                    |                                                    |                                                    |                                                    | gekapert, später für die Royal Navy als HMS Maida in Dienst                  |
| Brave                                              | 74                                                 | Louis-Marie Coudé                                  |                                                    |                                                    |                                                    | gekapert, gesunken während der Überführung nach Europa                       |
| Zugeordnete Schiffe                                |                                                    |                                                    |                                                    |                                                    |                                                    |                                                                              |
| Comète                                             | 40                                                 |                                                    | 0                                                  | 0                                                  | 0                                                  | Fregatte                                                                     |
| Félicité                                           | 40                                                 |                                                    | 0                                                  | 0                                                  | 0                                                  | Fregatte                                                                     |
| Diligente                                          | 20                                                 | Raymond Cocault                                    | 0                                                  | 0                                                  | 0                                                  | Korvette                                                                     |
| Insgesamt: rund 1.500 Tote und Verwundete          |                                                    |                                                    |                                                    |                                                    |                                                    |                                                                              |

## Nachwirkungen
Der Sieg, nur vier Monate nach dem Erfolg bei Trafalgar, wurde in Großbritannien und im gesamten Empire, insbesondere in der Karibik, gefeiert. Bloße Gerüchte über die Anwesenheit von Leissègues hatten den Handel zum Erliegen gebracht und Panik in den Handelshäusern der Westindischen Inseln ausgelöst. So trug Duckworths Sieg dazu bei, das Vertrauen in die Handelsschifffahrt wiederherzustellen. In Großbritannien sprachen sowohl das Unterhaus als auch das Oberhaus dem gesamten Geschwader ihren Dank aus, als Duckworths Bericht über die Schlacht verlesen wurde, wobei die Anträge von Lord Grenville und Charles Grey angeführt wurden, die beide ausladende Lobreden auf Duckworth hielten.
In Frankreich stellte die staatliche Presse die Schlacht falsch dar. Le Moniteur Universel veröffentlichte einen Bericht, der angeblich von Kapitän Raymond Cocault von der Korvette Diligente verfasst worden war. Der Bericht begann mit der unzutreffenden Behauptung, das britische Geschwader bestehe aus neun Linienschiffen. Der Bericht schloss mit der Information, dass zwei britische Schiffe an der Küste von San Domingo zusammen mit drei französischen Schiffen zerstört worden waren und dass zwei weitere Schiffe gesunken und schwer beschädigt waren. Der offizielle französische Bericht, der von Leissègues verfasst, aber in Frankreich nicht veröffentlicht wurde, widersprach dieser Version der Ereignisse. Leissègues gab an, dass Cocault mit den anderen kleineren Kriegsschiffen zu Beginn des Gefechts alle Segel nach Westen gesetzt hatte und dass die Diligente bereits außer Sicht war, als das Flaggschiff an Land fuhr.
Die Atlantik-Offensive wurde im Frühjahr und Sommer fortgesetzt. Willaumez konnte den nach ihm suchenden britischen Schwadronen ausweichen, indem er tief im Südatlantik blieb. Am 13. März 1806 fingen die Briten unter Warren jedoch ein französisches Geschwader unter Contre-Admiral Charles-Alexandre Durand Linois ab, das sich auf dem Rückweg vom Indischen Ozean befand. San Domingo war die letzte Flottenschlacht im Kampf gegen Frankreich, die auf offenem Meer ausgetragen wurde; das einzige nachfolgende Gefecht zwischen Flotten war die Schlacht an den baskischen Reede, die in den schmalen, seichten Gewässern der Charente-Mündung ausgetragen wurde.